# Partite di pallacanestro tra squadre FIBA ed NBA
Le partite di pallacanestro tra squadre FIBA ed NBA si sono giocate sempre in amichevoli o comunque in manifestazioni non ufficiali, ed hanno visto prevalere le compagini del nuovo continente per la maggior parte delle volte. Molte di queste partite si sono giocate durante il McDonald's Open, dove le squadre NBA hanno sempre vinto e dal 2006 nel corso dell'NBA Europe Live Tour e dell'Euroleague American Tour.

## Storia
La prima partita tra una squadra NBA ed una FIBA si è svolta nel 1978 a Tel Aviv, Israele, dove la squadra di casa del Maccabi ha sorprendentemente battuto i Washington Bullets campioni in carica NBA per 98 a 97. Da allora, solo altre sei squadre dell'Eurolega hanno sconfitto una franchigia NBA: le spagnole FC Barcelona, CB Malaga e Real Madrid, la russa CSKA Mosca, la tedesca Alba Berlino e la turca Fenerbahçe.
Oltre a sconfiggere i Washington Bullets nel 1978, il Maccabi Tel Aviv ha battuto anche i New Jersey Nets ed i Phoenix Suns nel 1984 in Israele, ed i Toronto Raptors a Toronto nel 2005.
Il Barcelona FC e il CSKA Mosca hanno vinto nel corso dell'NBA Europe Live Tour del 2006, dove il Barcellona ha superato i Philadelphia 76ers 104-99, e la squadra moscovita i Los Angeles Clippers 94-75, il maggior scarto inflitto da un'europea ad una formazione NBA sino ad ora.
Nel corso dell'NBA Europe Live Tour del 2007, il CB Málaga ha battuto i Memphis Grizzlies 102-99, e il Real Madrid i Toronto Raptors 104-103. Nel 2010, il FC Barcellona ed il CSKA Mosca si sono imposti di misura sui Los Angeles Lakers e sui Cleveland Cavaliers. Nel 2014, l'Alba Berlino supera i campioni dell'NBA dei San Antonio Spurs sulla sirena per 94-93.
Inoltre, la squadra nazionale dell'Unione Sovietica ha battuto 132-123 gli Atlanta Hawks a Mosca nel 1988. Il 5 ottobre 2015, il Fenerbahçe batte 101-96 i Brooklyn Nets.
Per tre volte i campioni in carica di Eurolega ed NBA si sono affrontati, nelle prime due occasioni hanno prevalso i campioni NBA, mentre nel 2010 il Barcellona ha sconfitto i Los Angeles Lakers per 92 ad 88.

## Campioni NBA contro campioni Eurolega
| 18 ottobre 1997   |               |          |
| Chicago Bulls     | Olympiakos    | 104 - 78 |
| 13 ottobre 2007   |               |          |
| San Antonio Spurs | Panathīnaïkos | 113 - 91 |
| 7 ottobre 2010    |               |          |
| L.A. Lakers       | Barcellona    | 88 - 92  |